# Tatjana Krajač
Tatjana Krajač (Zagreb, 28. ožujka 1979. – Zagreb, 2. lipnja 2018.), bila je hrvatska novinarka i reporterka, koja je radila za Novu TV.

## Životopis
Tatjana Krajač rođena je 28. ožujka 1979. godine u Zagrebu. Tijekom studija na Fakultetu političkih znanosti, počinje raditi na radiju Student gdje ju je privuklo političko novinarstvo u kojem je provela polovicu svoga života. Novinarsku karijeru 1999. godine gradi na Plavom radiju, gdje je osim novinarstva sudjelovala u kreiranju tjedne emisije "Rikverc"  i dnevnog pregleda tiska "Skener". Dio tima Nove TV postala je 2003. godine, a tijekom petnaest godina rada u informativnom programu specijalizirala se za praćenje unjutarne politike: rada Vlade, Sabora, predsjednika i političkih stranaka. Sudjelovala je u uređivanju Dnevnika te mnogim važnim projektima Nove TV. Od 2000. godine, odradila je sve predsjedničke, parlamentarne, europske i lokalne izbore, a kao jedini novinar iz Hrvatske pratila je dio američke predsjedničke utrke te prvu predsjedničku debatu Obame i Johna McCaina u Denveru. Kao reporter, pratila je hrvatski ulazak u Europsku uniju od vremena prije pregovora pa do punopravnog članstva, a o putu prema Europi izvještavala i u Hrvatskoj i usporedno u europskom parlamentu i parlamentima drugih zemalja članica. 2017. godine sudjelovala je u kreiranju uspješne rubrike Dnevnika Nove TV (NE)FORMALNO koju je uređivala i vodila zajedno s Mislavom Bagom. Preminula je u Zagrebu, 2. lipnja 2018. u 40. godini života nakon kratke bolesti. Pokopana je 6. lipnja 2018. na zagrebačkom Mirogoju.